# Sidney Swann
Sidney Ernest Swann (ur. 24 czerwca 1890 w Sulby, zm. 19 września 1976 w Minehead) – brytyjski wioślarz i duchowny, dwukrotny medalista olimpijski.
Kształcił się w Rugby School i Trinity Hall University of Cambridge. Czterokrotnie brał udział w The Boat Race; w latach 1911, 1912 i 1913 przegrywał, a w 1914 odniósł zwycięstwo.
Wystąpił na igrzyskach olimpijskich w Sztokholmie w 1912, gdzie brytyjska osada Leander Club w składzie: Edgar Burgess, Sidney Swann, Leslie Wormald, Ewart Horsfall, James Angus Gillan, Stanley Garton, Alister Kirby, Philip Fleming i Henry Wells zdobyła złoty medal w ósemkach. W finale wyprzedzili rodaków z osady New College o 3,5 sekundy. Na rozgrywanych w 1920 roku igrzyskach olimpijskich w Antwerpii razem z Ewartem Horsfallem, Guyem Nickallsem, Richardem Lucasem, Walterem Jamesem, Johnem Campbellem, Sebastianem Earlem, Ralphem Shove'em i Robinem Johnstone'em wywalczył srebrny medal w ósemkach. W finale o 0,8 sekundy wyprzedziła ich reprezentacja USA.
Po ukończeniu studiów został duchownym. Służył jako kapelan w British Army podczas I wojny światowej. Po zakończeniu wojny pracował w Afryce, był między innymi Archidiakonem Nairobi. W 1941 roku został mianowany kapelanem króla Jerzego VI.